# Gran priorato di Roma del sovrano militare ordine di Malta
Il Gran priorato di Roma del sovrano militare ordine di Malta, comunemente abbreviato in Gran priorato di Roma, è un'antica istituzione del Sovrano militare ordine di Malta, con sede a Roma, che aveva un tempo la funzione di rappresentanza dell'Ordine nell'Italia centrale. Appartengono al Gran priorato di Roma i cavalieri e le dame dell'Ordine di Malta dell'Italia centrale.

## Storia

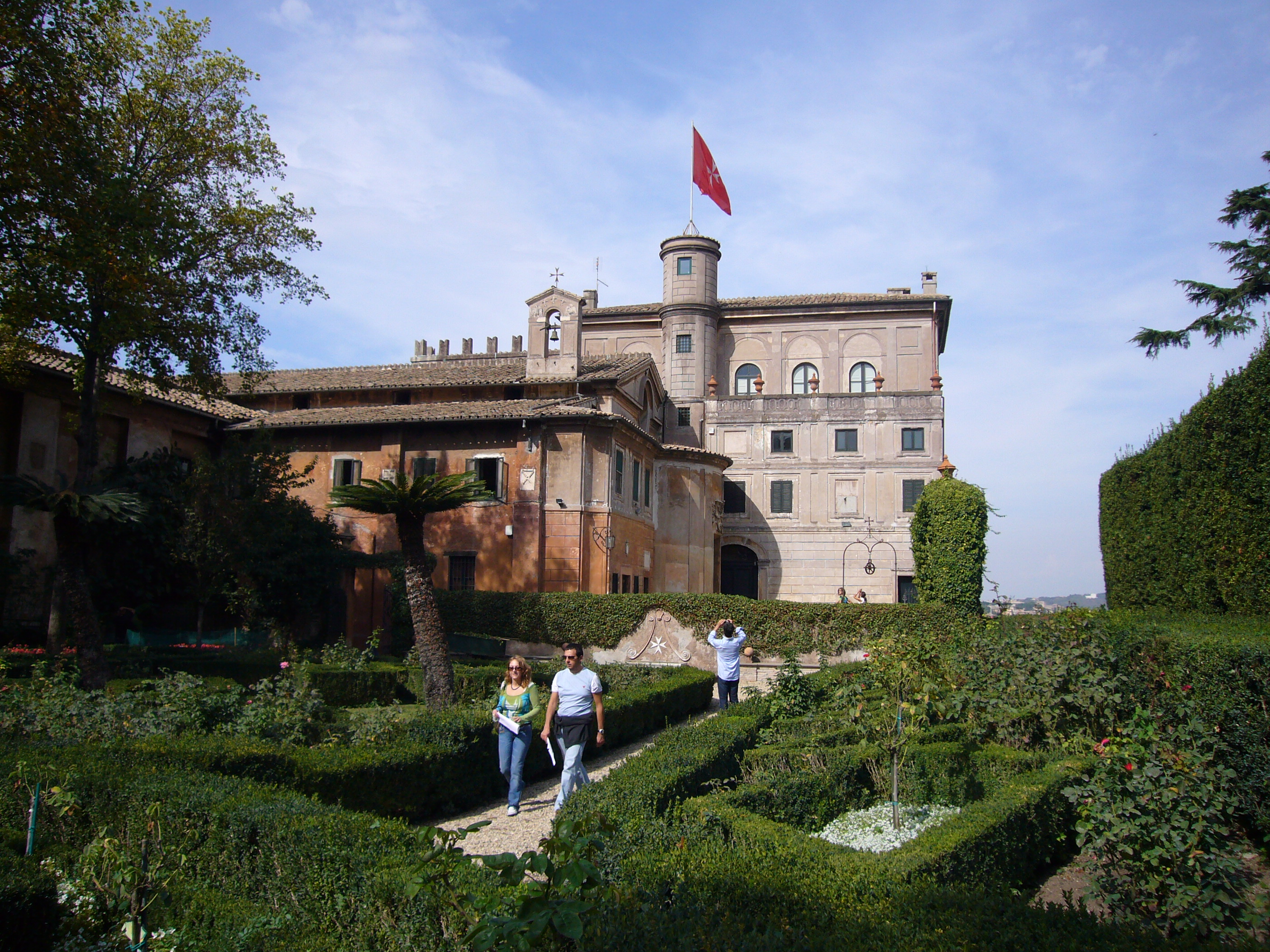
Villa del Priorato di Malta, da oltre cinquecento anni sede del gran priorato di Roma

La sede del gran priorato di Roma del Sovrano militare ordine di Malta venne costituita nel XIV secolo su un palazzo sul colle Aventino che già dal XII secolo ospitava la rappresentanza dei templari nella città eterna e che dopo la loro caduta e confisca dei beni passò per concessione ai cavalieri gerosolimitani.
L'attuale Villa del Priorato di Malta venne eretta a partire dal 1765 per interessamento del cardinale Rezzonico, nipote di papa Clemente XIII, il quale affidò al Piranesi la ristrutturazione di gran parte dell'antico fortilizio.
Il priorato romano era il più rilevante non solo in Italia ma in tutto il mondo, in quanto rappresentava la delegazione comandante tutti gli altri priorati e nello specifico quella che era in diretta relazione con la Santa Sede e quindi con il pontefice (o meglio con il cardinale patrono dell'Ordine di Malta). Il gran priore di Roma, per tradizione, era identificato nella figura di un cardinale solitamente di spicco all'interno del collegio cardinalizio che curava gli interessi dell'ordine presso il sacro soglio. In passato personaggi come Romoaldo Braschi-Onesti, nipote di papa Pio VI, hanno ricoperto tale incarico.
Nel frattempo era istituita dal 1937 la figura del Cardinale patrono del Sovrano Militare Ordine di Malta che rappresenta ora il collegamento tra il pontefice e l'Ordine, carica che fu svolta fino allo stesso 1961 da cardinali che erano anche stati gran priori di Roma (i cardinali Gennaro Granito Pignatelli di Belmonte e Nicola Canali). 
Il centro spirituale del gran priorato di Roma era rappresentato dalla chiesa di Santa Maria del Priorato, che venne realizzata sempre nella seconda metà del Settecento ad opera del Piranesi presso il palazzo del gran priore e che viene ancora oggi utilizzata regolarmente. Tutta l'area gode del diritto di extraterritorialità rispetto allo stato italiano.

## Le delegazioni
All'interno del proprio territorio il gran priorato di Roma è suddiviso in alcune delegazioni di rappresentanza:
- Firenze
- Marche Nord
- Marche Sud
- Perugia-Terni
- Pisa
- Roma
- Veroli
- Viterbo-Rieti

## Elenco dei gran priori
- Cierventura (in carica nel 1215)
- Giovanni Bono o Giambono (1235-1236), gran priore di Roma e Pisa
- Tommaso (1236)
- Bucerio Buceri (in carica nel 1261)
- Bonaventura (in carica nel 1282)
- Engheramo di Gragnana (1282-1285), gran priore di Roma e di Venezia
- Martino di Santo Stefano (1285), già gran priore di Lombardia
- Pietro Pattarini da Imola (1311-1328), vescovo di Imola
- Filippo di Gragnana (21 luglio 1317 – gennaio 1325), gran priore di Roma e Ungheria
- Foulques de Villaret (gennaio 1325 - aprile 1326), già gran maestro dell'Ordine
- Giovanni de Rivara de Rivugliasco (24 ottobre 1330 - 1345), dall'11 marzo 1335 anche priore di Pisa
- Bartolomeo Benini o del Benino (giugno 1351 - aprile 1365), già gran priore di Messina, dal 1363 al 1365 anche priore di Venezia, dal 12 settembre 1371 priore di Pisa
- Gherardo di Ruffino Ruffini (1374 - novembre 1376)
- Guglielmo Maramauro di Napoli (febbraio 1379 - novembre 1381)
- Piero Pignatelli (18 dicembre 1381 - 5 aprile 1384)
- Angelo di Cecchino de Beccutis (1389 - agosto 1402)
- Bartolomeo Carafa della Spina (28 marzo 1384 - aprile 1405), antipriore
- Luigi Vagnone (1406 - 1409)
- Antonio da Aversa (3 aprile 1406 - maggio 1431), antipriore
- Andrea Cini di Montesperello (giugno - marzo 1417), antipriore
- Stefano di Goffredo da Ceccano (1417 - 1425)
- Lorenzo di Orlando de Orlandi di Genazzano (1426 - maggio 1431), destituito per ribellione
- Fantino Querini (dicembre 1432 - novembre 1433), dal 1434 al 1435 diviene priore di Venezia
- Roberto di Diana (27 novembre 1433 - 1438)
- Giovanni Battista Orsini (1442 - 1466), poi gran maestro dell'Ordine
- Troilo di Montemelino (1466 - 27 luglio 1480), muore all'assedio di Rodi
- Marco Barbo (7 marzo 1466 - 13 novembre 1471), cardinale
- Cinzio o Cencio Orsini (1481 - 1494), gran priore di Roma e Capua
- Carlo Gesualdo (aprile 1495 - gennaio 1506)
- Sisto Gara della Rovere (1506 - 1513), cardinale
- Giovanni Antonio della Rovere (1513 - 1516)
- Piero Salviati (1º aprile 1517 - 1522)
- Bernardo Salviati (aprile 1525 - maggio 1568), cardinale
- Michele Bonelli (maggio 1568 - 1598), cardinale
- Silvestro Aldobrandini (1598 - giugno 1612), cardinale
- Aldobrandino Aldobrandini (1612 - 1634)
- Antonio Barberini (1635 - 1639), cardinale
- Sigismondo Chigi (marzo 1658 - 1678), cardinale
- Benedetto Pamphili (aprile 1678 - marzo 1730), cardinale
- Giovanni Battista Santini (aprile 1730 - 1731)
- Camillo Cybo (febbraio 1731), cardinale
- Bartolomeo Ruspoli (luglio 1731 - maggio 1741), cardinale
- Girolamo Colonna (settembre 1743 - 1763), cardinale
- Giovanni Battista Rezzonico (febbraio 1763 - luglio 1783), cardinale
- Romualdo Braschi Onesti (1784 - 1817), cardinale
- Fabrizio Ruffo (maggio 1817 - dicembre 1827), cardinale
- Giorgio Doria Pamphilj Landi (1828 - 1837), cardinale
- Carlo Odescalchi (aprile 1837 - 1838), cardinale
- Luigi Lambruschini (giugno 1839 - maggio 1854), cardinale
- Adriano Fieschi (maggio 1854 - febbraio 1858), cardinale
- Gabriele Ferretti (febbraio 1858 - settembre 1860), cardinale
- Costantino Patrizi Naro (ottobre 1860 - dicembre 1876), cardinale
- Flavio Chigi (dicembre 1876 - febbraio 1885), cardinale
- Francesco Ricci Paracciani (marzo 1885 - marzo 1891), cardinale
- Raffaele Monaco La Valletta (giugno 1894 - luglio 1896), cardinale
- Mariano Rampolla del Tindaro (dicembre 1896 - dicembre 1913), cardinale
- Gaetano Bisleti (dicembre 1914 - settembre 1937), cardinale
- Gennaro Granito Pignatelli di Belmonte (dicembre 1937 - 1938), cardinale
- Nicola Canali (aprile 1938 - agosto 1961), cardinale
- Raimondo del Balzo di Presenzano (novembre 1961 - marzo 1968)
- Uguccione Scroffa (giugno 1968 - giugno 1975)
- Angelo Mazzaccara di Celenza (gennaio 1976 - maggio 1994)
- Franz von Lobstein (maggio 1994 - maggio 2006)
- Filippo Maria Ferretti di Castelferretto (maggio 2006 - dicembre 2008)
- Giacomo Dalla Torre del Tempio di Sanguinetto (24 gennaio 2009 - 29 aprile 2017)
- John Edward Critien (maggio 2017 - 3 dicembre 2022)